# 馬斯頓 (伊利諾伊州)
馬斯頓（英語：Marston）是位於美國伊利諾伊州默瑟縣的一個非建制地區。該地的面積和人口皆未知。

## 地理
馬斯頓的座標為41°18′26″N 90°48′07″W / 41.30722°N 90.80194°W，而該地的平均海拔高度為238米（即781英尺）。